# 八幡宮 (高萩市)
八幡宮（はちまんぐう）は、茨城県高萩市の神社。地名を冠して高萩八幡宮（たかはぎはちまんぐう）、安良川八幡宮（あらかわはちまんぐう）とも称される。

## 歴史
985年（寛和元年）に創建された。花山天皇の命により、藤原左京太夫が石清水八幡宮より分霊を勧請して創建したものという。
前九年の役の際、源頼義・義家が当社にて戦勝を祈願したという。
鎌倉時代以降、佐竹氏をはじめとする近隣領主の崇敬を受け、各種寄進を受けている。
明治以降の近代社格制度では、茨城県内の日立以北で唯一の県社に列格している。

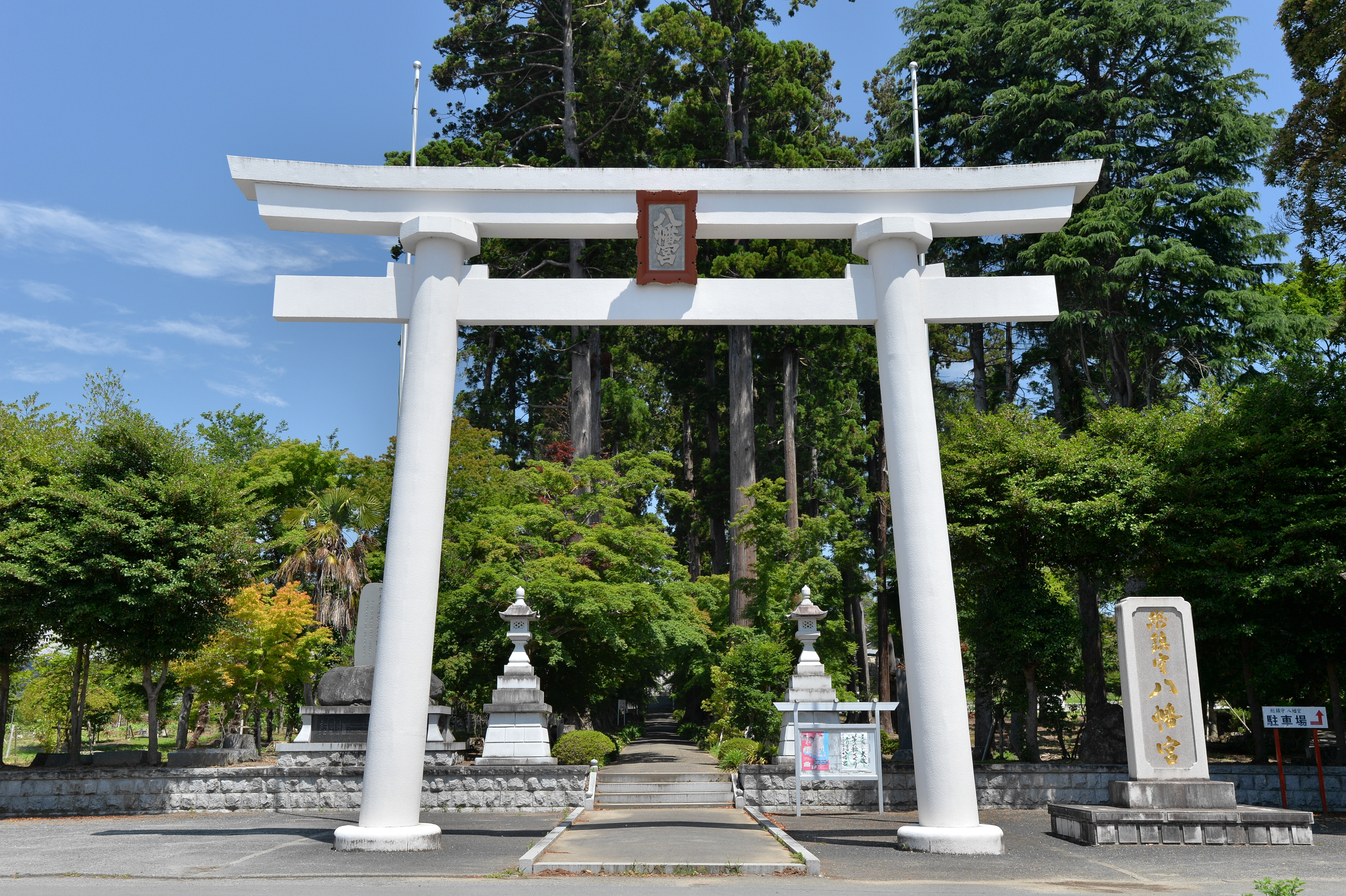
一の鳥居
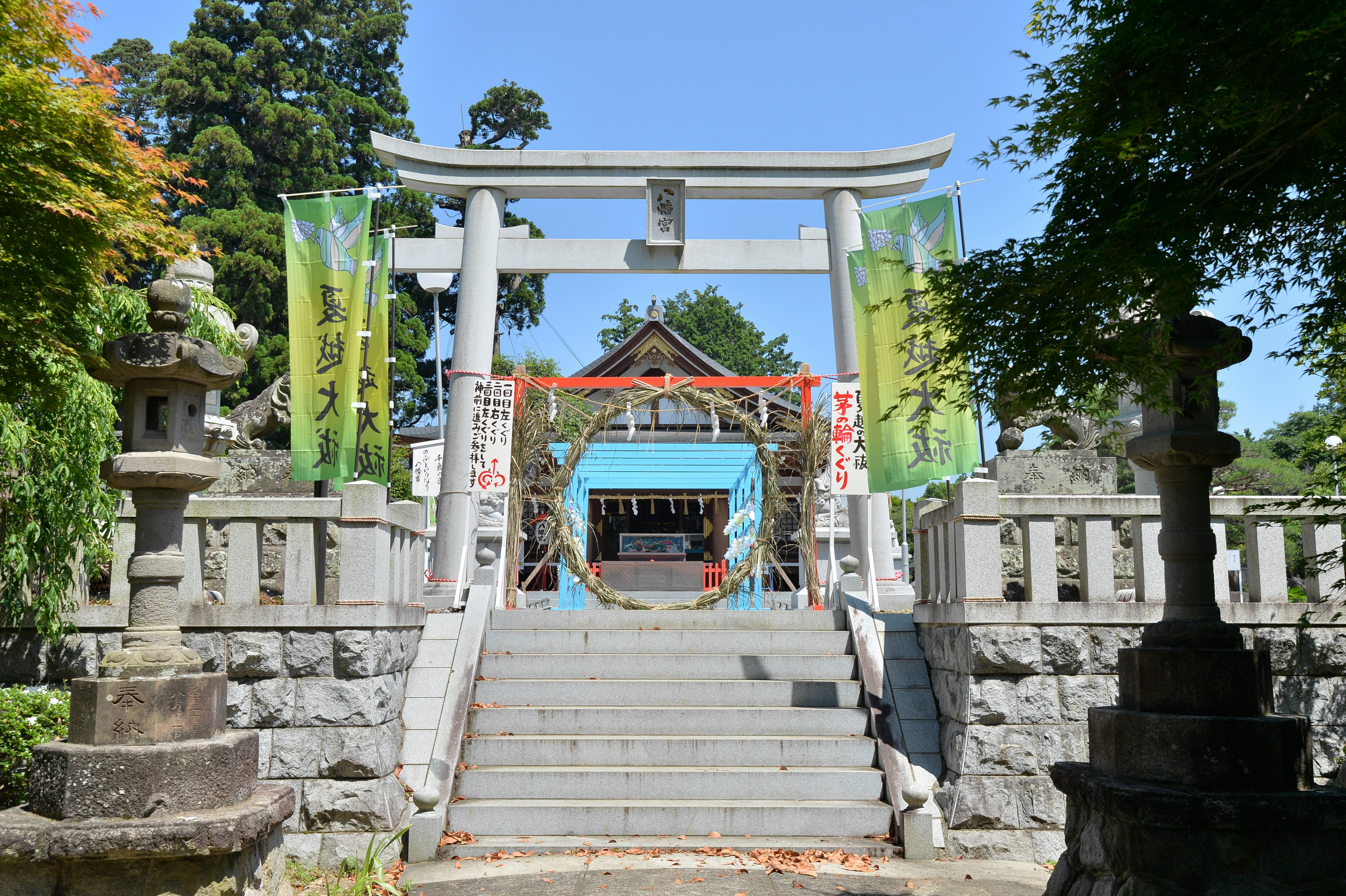
二の鳥居
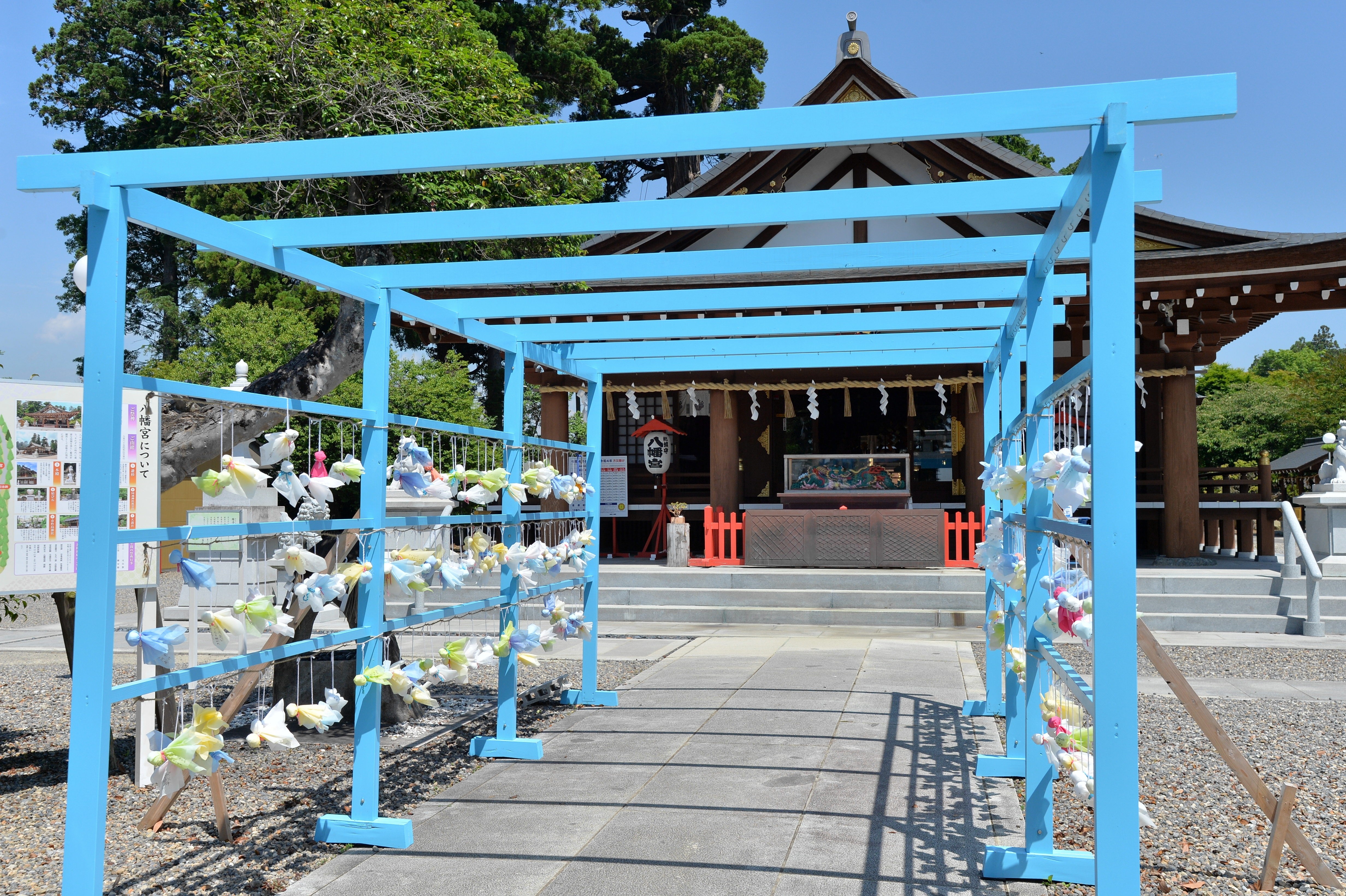
奉納されたてるてる坊主
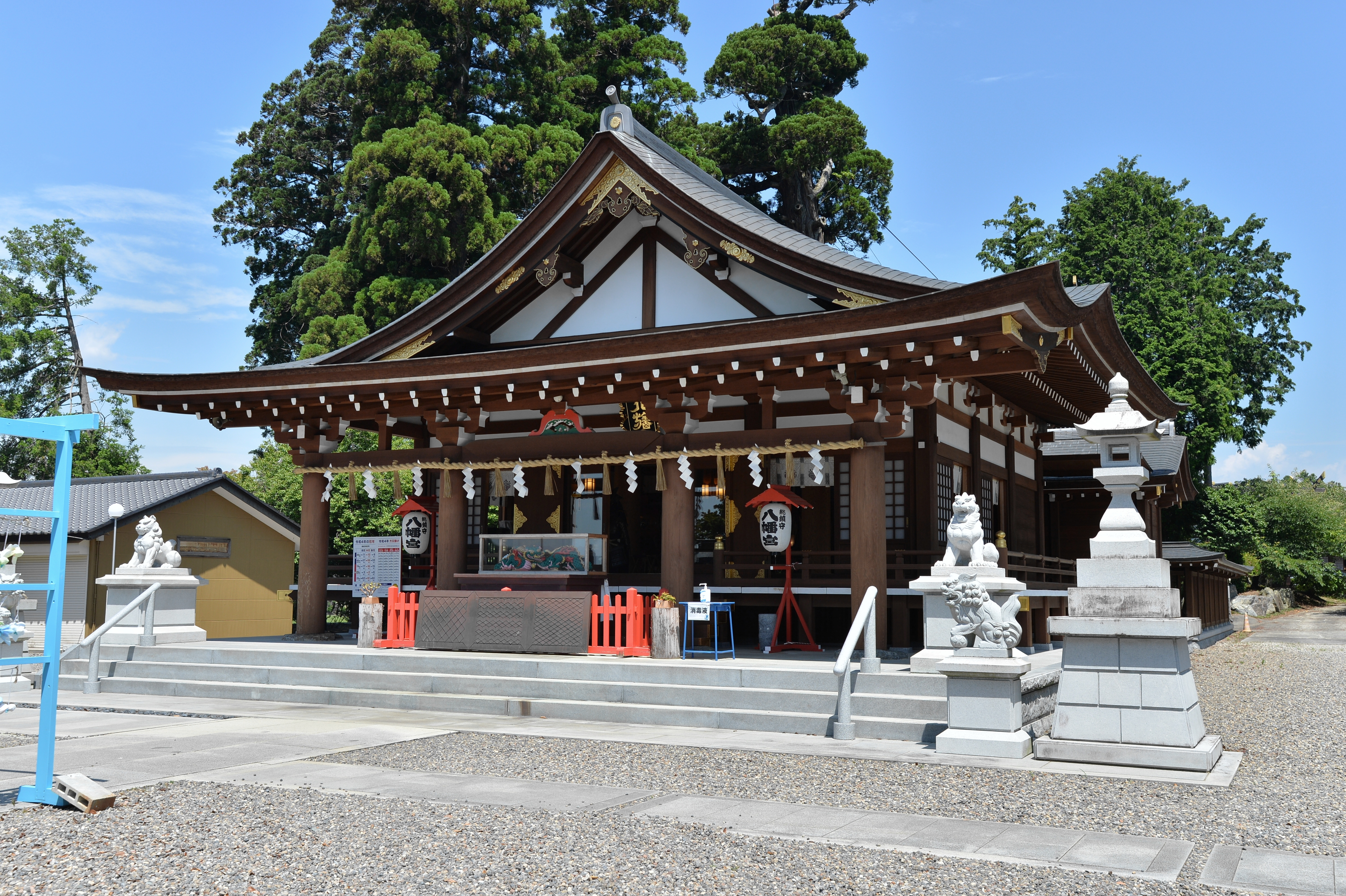
拝殿
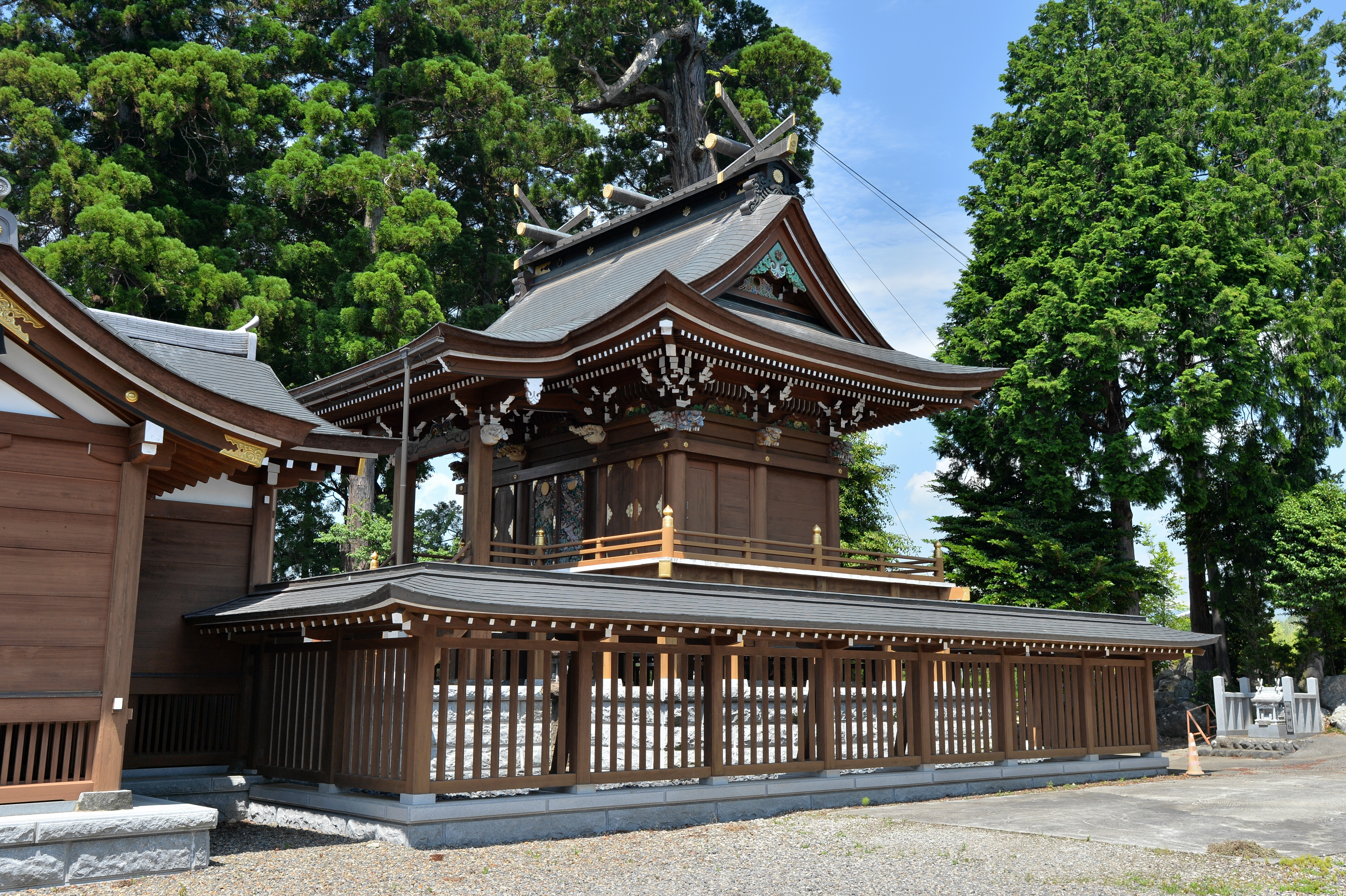
本殿
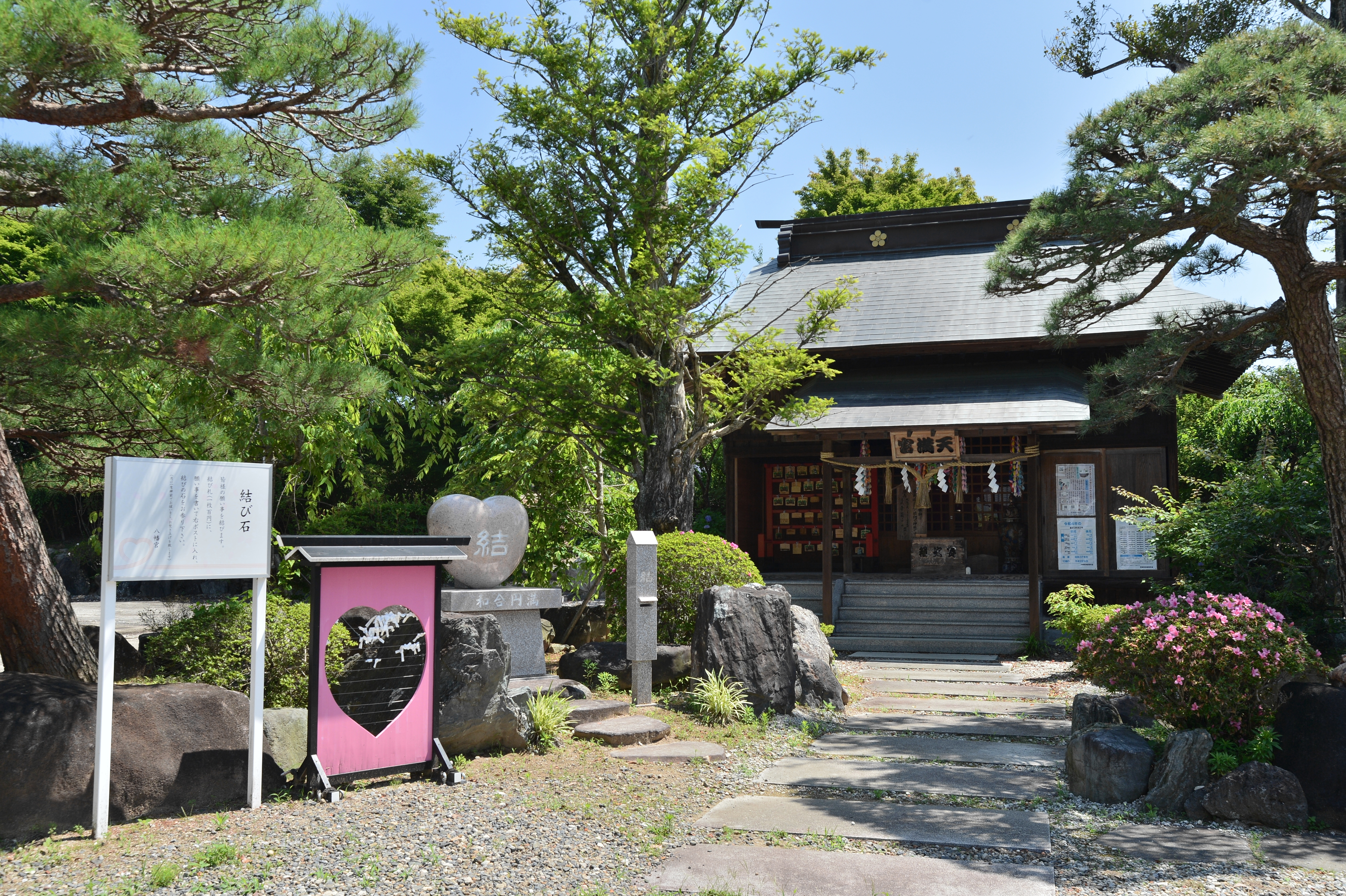
結び石

## 文化財
- 安良川の爺スギ（国の天然記念物 大正13年12月9日指定）[3]

## 交通アクセス
- 高萩駅より徒歩20分。